# Засоби стратегічних авіаперевезень НАТО
Засоби стратегічних авіаперевезень НАТО (англ. Strategic Airlift Capability, SAC) — консорціум (об'єднання) 12 країн (10 з яких — члени НАТО і 2 — учасники програми Партнерство заради миру), створене для спільної купівлі і управління літаками Boeing C-17 Globemaster III для спільних стратегічних авіаційних перевезень.

## Історія
12 вересня 2006 листом про наміри було розпочато переговори 13 країн-членів НАТО. Згодом Фінляндія і Швеція приєднались до консорціуму, а участь країн-членів НАТО зменшилась до 10.
У червні 2007 Північноатлантична рада затвердила статут Організації НАТО з виробництва і логістики (англ. NATO Production and Logistics Organisation), що дозволило створити Агентство НАТО з управління стратегічними авіаперевезеннями (англ. NATO Airlift Management Agency), призначену для придбання управління і обслуговування авіаперевезеннями під назвою Засоби стратегічних авіаперевезень НАТО.
1 липня 2012 під час реформування підрозділів НАТО Організація НАТО з виробництва і логістики / Агентство НАТО з управління стратегічними авіаперевезеннями стали частинами Агентства підтримка НАТО.

## Учасники
До об'єднання входять десять держав-членів НАТО (Болгарія, Естонія, Литва, Нідерланди, Норвегія, Польща, Румунія, Словенія, Сполучені Штати Америки, Угорщина) і дві держави-учасниці програми Партнерство заради миру (Фінляндія і Швеція). Організація відкрита для приєднання інших країн за умови погодження з боку учасників.

## Літаки
Станом на серпень 2014 використовувались три C-17 — великі транспортний літак, здатні перевезти 77 т. вантажу на відстань понад 4,450 км у різних погодно-кліматичних умовах.
Літаки мають обладнання, подібне до стандартного C-17, що використовується Повітряними сили США.
Крім того, літаки можуть використовуватись для місій НАТО, ООН, ЄС чи інших міжнародних організацій.
Перший C-17 почав працювати у липні 2009, другий — у вересні, третій — у жовтні.
Літаки обслуговуються Авіакрилом важких авіаперевезень (англ. Heavy Airlift Wing) на авіабазі Папа в Угорщині. Авіакрило комплектується з персоналу усіх країн-учасниць. Екіпажі й обслуга тренуються відповідно до завдань місій після погодження з країнами-учасницями.
Для збільшення можливостей авіаперевезень сім країн-членів НАТО планують закупити 180 літаків Airbus A400M Atlas і продати наявні C-17 Канаді, Великій Британії та Сполученим Штатам для використання їхніми ВПС.

## Участь
Підтримка міжнародних сил забезпечення стабільності в Косові (KFOR), міжнародної коаліційної місія зі сприяння безпеці в Ісламській Республіці Афганістан (ISAF), допомога польській владі при розслідуванні авіакатастрофи під Смоленськом 10 квітня 2010, гуманітарна допомога постраждалим після Землетрусу на Гаїті (2010) і повені у Пакистані (2010), Операція Юнайтед Протектор (англ. Operation Unified Protector) в Лівії (2011), підтримка діяльності економічного співтовариства країн Західної Африки у Малі на виконання резолюції Ради Безпеки ООН (2013).

## Проміжне вирішення стратегічних авіаперевезень
Проміжне вирішення стратегічних авіаперевезень (англ. Strategic Airlift Interim Solution, SALIS) — подібний міждержавний консорціум 14 країн, що використовує чартерні літаки Ан-124-100 для підтримки операцій НАТО і ЄС. Консорціум планується продовжувати до закінчення 2014 і припинити після закупівлі літаків Airbus A400M Atlas.

## Джерело
Стратегічні авіаперевезення [Архівовано 8 серпня 2014 у Wayback Machine.] на сайті НАТО(англ.)